# Nándor Hidegkuti
Nándor Hidegkuti (Budapeste, 3 de março de 1922 — Budapeste, 14 de fevereiro de 2002) foi um jogador e treinador de futebol húngaro.
Hidegkuti foi um dos componentes do mítico Time de Ouro da Seleção Húngara do início da década de 1950. Em meio aos mais famosos Ferenc Puskás, Zoltán Czibor e Sándor Kocsis, Hidegkuti teve menos brilho individual, mas era o integrante-chave e revolucinário do esquema tático. Uma das causas da derrota húngara na final da Copa do Mundo de 1954 foi justamente a firme marcação individual aplicada sobre ele.
Em uma época em que o esquema predominante era o WM, Hidegkuti, centroavante, desfez o "W" (três atacantes com dois meias ofensivos), recuando para o avanço dos meias. Ao recuar, distribuía o jogo e chegava de trás, depois de tabelas rápidas, desnorteando as defesas adversárias. Os húngaros chegavam a atacar com até sete atletas, número superior ao da defesa adversária.

## Carreira como jogador

### MTK Hungária
Hidegkuti, após começas no Elektromos, aportou em 1945 no MTK Hungária, o clube onde ficaria até encerrar a carreira. No mesmo ano, chegou à Seleção Húngara. O MTK, porém, só se fortaleceria no início da década de 1950. Reunindo outros jogadores de seleção, dos quais destacavam-se Mihály Lantos, József Zakariás e Péter Palotás, o clube, em uma reforma organizada em 1949 pelo vice-ministro de esportes Gusztáv Sebes, foi adquirido pela polícia secreta.
Isso levaria a uma mudança constante de nomes por um certo tempo: o primeiro deles foi Textiles, que permaneceu até 1950. Nos dois anos seguintes, chamou-se Bástya (bastião), tornando-se então Vörös Lobogó (Estrela Vermelha) até 1956, quando enfim o nome MTK foi retomado. Naqueles tempos, foi a única equipe que conseguia rivalizar com o Honvéd, o time que na reforma de Sebes ficou com o exército e reunia a maior parte das estrelas: além de Puskás, Czibor e Kocsis, Gyula Grosics, József Bozsik, László Budai e Gyula Lóránt também eram atletas de Seleção. Até 1954, o rival foi campeão húngaro nos anos pares - 1950, 1952 e 1954 e o MTK, nos ímpares - 1951 e 1953.
Em 1955, o Honvéd "quebrou" a escrita e foi campeão, enquanto o MTK - como Vörös Lobogó - competia na primeira edição da Copa dos Campeões da UEFA. O primeiro adversário foi a equipe belga do Anderlecht, arrasado com um 6 x 3 em Budapeste e 4 x 1 em Bruxelas. Hidegkuti marcou quatro vezes, três na partida em casa, tendo sido o primeiro a fazer três gols (o chamado hat-trick) em uma mesma partida na Copa dos Campeões. Porém, a equipe acabou caindo na fase seguinte, as quartas-de-final, frente ao Stade de Reims, que seria o vice-campeão daquela edição. Em compensação, o clube faturou outro importante torneio continental, a Copa Mitropa.
O campeonato húngaro de 1956 não foi finalizado, interrompido com a repressão à Revolução Húngara de 1956. A chegada dos tanques do Pacto de Varsóvia fez com que o rival Honvéd, que estava na Espanha competindo na Copa dos Campeões, não retornasse de imediato. Ainda assim, por um ponto, o campeão de 1957 foi o Vasas, despolarizando o torneio. Ainda em 1957, o campeonato voltou a ser realizado seguindo o calendário da maior parte da Europa, começando no segundo semestre para terminar no primeiro do ano seguinte, sistema que deixara de ser realizado ao fim do campeonato de 1949/50.
No de 1957/58, o MTK retomou o título, com o especial de sabor de ter sido com um ponto de diferença sobre o Honvéd. E assim Hidegkuti aposentou-se no clube: aquela foi a sua última temporada como jogador. Sem seu principal nome, o MTK só voltaria a ganhar o campeonato húngaro em 1987.

### Seleção Húngara
Hidegkuti estreou pela Hungria em 1945. Apesar de ter sido vice-campeã na Copa do Mundo de 1938, a última realizada, a seleção só se fortaleceu com a reforma de Sebes, que visava impor aos atletas treinamentos e disciplina militares; além dos principais jogadores do país distribuírem-se, no planejamento do vice-ministro, entre Honvéd e MTK, eles reuniam-se em período integral quando não atuavam pelos clubes. O treinamento consistia em repetir indefinidamente as jogadas, em prol da perfeição delas. Além disso, antes das partidas, os húngaros passariam a aquecer-se no campo enquanto os adversários ainda estavam nos vestiários. Desta forma, enfrentando o oponente ainda frio, a Hungria acostumou-se a marcar um ou dois gols logo no início da partida. Os demais times passariam a realizar um aquecimento pré-jogo depois desse pioneirismo húngaro.
Como a Hungria, assim como os demais países europeus comunistas (com exceção da não-alinhada Iugoslávia), declinou sem maiores explicações participar das eliminatórias para a Copa do Mundo de 1950, o mundo só foi conhecer a invenção de Sebes nas Olimpíadas de 1952. Nos Jogos de Helsinque, os magiares ganharam o ouro com a irretocável campanha de cinco vitórias em cinco jogos, com vinte gols a favor e só dois contra. A Hungria estava invicta desde 1950.
Em 1953, a Inglaterra enfim decidiu convidar a Hungria para um amistoso em Wembley. Isto fazia parte de uma tradição do English Team em provar sua superioridade sempre que uma seleção despontava na Europa; em seu mítico estádio, os britânicos costumavam aplicar uma surra nos desafiadores e continuavam a se proclamar os senhores do futebol. Os húngaros, além da conquista olímpica, estavam orgulhosos da conquista, naquele ano, da Copa Dr. Gerö, torneio precursor da atual Eurocopa. As únicas derrotas da Seleção Inglesa em seus domínios, até então, tinham vindo das outras seleções britânicas. No dia 25 de novembro, cem mil pessoas  lotaram Wembley e o resultado da partida geraria uma comoção nacional entre os ingleses.
Os húngaros venceram e por goleada: 6 x 3, com Hidegkuti marcando três vezes, a primeira delas aos noventa segundos. Os ingleses imediatamente acertaram uma revanche, realizada em Budapeste a um mês da Copa do Mundo de 1954. O resultado foi ainda pior, apesar da Inglaterra ter se preparado melhor: 7 x 1 para a Hungria, com seu falso-centroavante marcando mais uma vez. A vitória não deixou dúvidas de que os magiares, com seu misto de força, talento e disciplina, tinham a melhor seleção europeia, e aumentou e muito o seu já existente favoritismo para a Copa.

### Copa do Mundo de 1954
A equipe já estava classificada para o torneio sem precisar jogar - os poloneses, os únicos adversários a serem enfrentados, retiraram-se da disputa, que ninguém duvidava de que terminaria a favor dos húngaros se levada para os gramados. A estreia na Copa foi contra a Coreia do Sul. O resultado deixou a larga impressão de que não passara de um treino para os magiares, que venceram por 9 x 0, no que foi por muito tempo a maior goleada das Copas (superada apenas por um 10 x 1, curiosamente também aplicado pela Hungria, na Copa do Mundo de 1982 contra El Salvador).
O jogo seguinte foi contra a Alemanha Ocidental, que escalou um time reserva, sabendo que não deveria vencer a partida. A Hungria venceu por 8 x 3 com Hidegkuti marcando duas vezes, mas saiu no prejuízo: aos 15 minutos do segundo, o líder Ferenc Puskás sofreu uma entrada por trás de Werner Liebrich, caiu de mau jeito e torceu seriamente o tornozelo. Para muitos, ele não teria mais condições de atuar na Copa.
A partida seguinte foi válida já pelas quartas-de-final, contra o Brasil. Aproveitando-se de falha do zagueiro Pinheiro, Hidegkuti abriu o placar aos dois minutos de jogo, em chute forte. Quando a partida já estava 2 x 1 para os europeus, ele, sem saber, daria o primeiro passo de uma verdadeira batalha campal: no momento em que Djalma Santos cobrava o pênalti que se converteria no primeiro gol brasileiro, Hidegkuti, no meio de campo, passou por Brandãozinho e deu-lhe um biquinho na canela.
Com as atenções voltadas para a área húngara em razão da penalidade máxima, o árbitro só viu a reação do jogador do Brasil, quando este derrubou Hidegkuti com um safanão na orelha. Isso desencadeou um acirramento nos ânimos, que duraria até depois do fim da partida, vencida pelos húngaros por 4 x 2. As brigas envolveriam jogadores, técnicos, jornalistas e polícia, no que ficou conhecido como "A Batalha de Berna". A semifinal seria contra outros sul-americanos, os campeões uruguaios. Novamente atuando sem Puskás, os húngaros tiveram uma partida extenuante, só decidida na prorrogação. O resultado foi outro 4 x 2, com Hidegkuti marcando aos dois minutos do segundo tempo.
Na final, os húngaros enfrentariam novamente a Alemanha Ocidental, agora escalada com seus titulares e bem mais confiante, com uma trajetória crescente a cada jogo que incluiu uma goleada de 6 x 1 sobre a Áustria nas semifinais. Puskás finalmente voltou ao time: mesmo com o tornozelo não totalmente curado, convenceu Gusztáv Sebes de que aguentaria jogar. Com seu pré-aquecimento característico, a Hungria marcou dois gols em nove minutos. Porém, os germânicos conseguiram empatar ainda antes dos vinte. O gol de empate teria ocorrido após falta no goleiro Gyula Grosics, mas os magiares não reclamaram: a autoconfiança era tamanha que eles nunca reclamavam do juiz, pois os erros de arbitragem costumavam ser compensados com vários gols.
Porém, os germânicos souberam entender a tática húngara: o técnico alemão Sepp Herberger ordenou a Horst Eckel que este acompanhasse Hidegkuti por todo o campo, o que o jovem de 22 anos cumpriu até o fim, neutralizando o principal arquiteto das jogadas magiares. Aos poucos, a Hungria passou a mostrar o desgaste físico provocado pelos duros confrontos contra Brasil e Uruguai . Cautelosa, passou a se preservar para uma nova prorrogação, diminuindo seu ímpeto. Porém, aos 39 minutos do segundo tempo, a Alemanha Ocidental conseguiu virar o jogo, em um de seus contra-ataques. Puskás, aos 43, conseguiu empatar. Porém, o bandeirinha marcou impedimento.
Os adversários, com bastante fôlego (o que provocaria suspeitas posteriormente confirmadas de doping), souberam segurar a partida e sagraram-se campeões. A Hungria perdeu a invencibilidade justo quando não podia.

### Copa do Mundo de 1958
A Hungria chegou ao mundial da Suécia desfalcada de Puskás, Kocsis e Czibor: após a opressão soviética contra a Revolução Húngara de 1956, eles decidiram exilar-se na Espanha. Hidegkuti, ao lado de Bozsik, Grosics e Budai, seria um dos titulares remanescentes de 1954. O país se classficou com facilidade, mas já não era considerado favorito. O destemor das outras seleções foi perceptível na estreia: contra o País de Gales, a partida terminou em 1 x 1 com os britânicos sufocando os húngaros no final.
No jogo seguinte, contra a anfitriã Suécia, o técnico Lajos Baróti, para a confusão geral, tirou Hidegkuti do time e, em sua posição, avançou o médio József Bozsik. O detalhe é que ambos haviam jogado perfeitamente bem juntos na Hungria havia oito anos. Os nórdicos venceram por 2 x 1 e Baróti inverteu sua tática na partida seguinte, contra o México: como se Hidegkuti e Bozsik não pudessem mais atuar juntos, foi a vez de Bozsik sair. A tática, naquela ocasião, pareceu ter funcionado  e a Hungria venceu por 4 x 0.
Ainda assim, Baróti preferiu retirar novamente Hidegkuti para a volta de Bozsik no jogo seguinte, um play-off contra Gales pela vaga na segunda fase: as duas seleções estavam empatadas na segunda colocação e o play-off era a medida usada pelo regulamento para definir o classificado. Os húngaros chegaram a estar na frente, com Lajos Tichy, porém os galeses conseguiram virar e desclassificar os vice-campeões mundiais. O resultado impediu um novo encontro com o Brasil (contra quem Gales jogaria e perderia nas oitavas-de-final) e acabou por fechar o ciclo de Hidegkuti na seleção; ele foi à Copa já aposentado do MTK e encerraria definitivamente a carreira ao fim da participação húngara no torneio.

## Carreira de treinador
Hidegkuti começou a nova carreira já em 1959, com ainda 33 anos. Treinou nova equipes, incluindo o MTK, tendo se destacado especialmente em outras três delas: na Fiorentina, levantou a Recopa Europeia de 1961. No Győri ETO, foi campeão húngaro em 1963 e levou o time às semifinais da Copa dos Campeões de 1964/65, só sendo parado pelo Benfica de Eusébio.
Os maiores sucesso, porém, viriam na África, mais especificamente no Egito. Ali, treinando por duas passagens o Al-Ahly, Hidegkuti faria história: entre 1973 e 1980, ganhou cinco campeonatos egípcios e uma Copa do Egito. Voltou em 1983 e ficaria até 1985, faturando novo título egípcio e o mais importante, duas Recopas Africanas. O Al-Ahly foi o último clube que treinou.
Em 1993, Hidegkuti foi homenageado pela FIFA por seu fair-play na carreira. Ele faleceu nove anos depois, cerca de duas semanas antes de seu 80º aniversário por problemas decorrentes do coração e pulmão. Em sua homenagem, o MTK renomeu seu campo para Estádio Nándor Hidegkuti.

## Como jogador
- Campeonato Húngaro - 1951, 1953 e 1958
- Copa da Hungria - 1952
- Copa Mitropa - 1955
- Copa Dr. Gerö - 1953
- Medalha de Ouro - Olimpíada 1952

## Como treinador
- Recopa Europeia - 1961
- Campeonato Húngaro - 1963
- Campeonato Egípcio - 1975, 1976, 1977, 1979, 1980 e 1985
- Recopa Africana - 1984, 1985